# Eumops underwoodi
Eumops underwoodi is een zoogdier uit de familie van de bulvleermuizen (Molossidae). De wetenschappelijke naam van de soort werd voor het eerst geldig gepubliceerd door Goodwin in 1940.

## Voorkomen
De soort komt voor van de Verenigde Staten tot Nicaragua.